# Acuerdos de Craiova

La Dobruya (Dobrogea):
Dobrudja septentrional
Dobrudja meridional

Los Acuerdos de Craiova fueron firmados el 21 de agosto de 1940 y hechos efectivos el 7 de septiembre del mismo año, siendo el resultado de una Conferencia bipartita entre Rumania y Bulgaria, cuyas sesiones se iniciaron el 19 de agosto en la ciudad rumana de Craiova.
La finalidad del encuentro, y de los acuerdos o pactos subsiguientes, era la de solventar las diferencias en el trazado de la frontera entre ambos países, diferencias que se arrastraban ya desde finales del siglo XIX, cuando tanto Rumanía como Bulgaria lograron su independencia del Imperio otomano.
A diferencia de todos los demás tratados territoriales mediados por la Alemania nazi, los Aliados no revocaron el Tratado de Craiova después de la Segunda Guerra Mundial y el sur de Dobruja siguió siendo búlgaro, según el Tratado de París.

## Antecedentes
Si bien la restitución de Transilvania a Hungría, aceptada anteriormente por Rumania, había sido hecha bajo la presión diplomática de la Alemania nazi, los Acuerdos de Craiova, por su parte, fueron mantenidos al margen de la intervención directa de los alemanes, aunque también se realizaron por indicación de Hitler, que el 31 de julio de 1940 había expresado su deseo de que el sur de la región, con sus fronteras de 1913, fuera devuelta a Bulgaria.
Boris III aprovechó efectivamente con habilidad la difícil situación diplomática en que se hallaba el rey rumano, Carlos II de Rumania, para sacar provecho de ello. El monarca rumano buscaba entenderse con su vecino búlgaro para no tener que efectuar nuevas cesiones ni a Hungría, ni a la URSS que, por su parte, parecía ambicionar nuevas concesiones tras ocupar la Besarabia y la Bucovina a finales de junio con el apoyo de Alemania. Para entonces, tras la derrota de Francia, Rumanía carecía de apoyos diplomáticos.
El Gobierno rumano recibió con sorpresa el mensaje de Hitler, deseando conservar al menos el puerto de Balchik y la ciudad de Silistra, por la que pasaba la única carretera entre la capital y el importante puerto de Constanta. El embajador alemán declaró que los sacrificios rumanos hacia Bulgaria harían que Hitler fuese más comprensivo hacia el punto de vista rumano en las negociaciones paralelas entre Hungría y Rumanía acerca de la disputa por Transilvania. Los rumanos trataron, sin embargo, de mantener las dos ciudades indicadas, a lo que se negó el Gobierno búlgaro, sabedor del apoyo germano.
Las negociaciones formales comenzaron el 19 de agosto de 1940 en la ciudad de Craiova, tras haberse realizado anteriores contactos en los que habían quedado claras las posiciones de los dos adversarios. Las negociaciones no fueron sencillas y solo ante la amenaza del arbitraje italo-alemán en las negociaciones húngaro-rumanas el 29 de agosto, para el que Rumanía trataba de lograr la benevolencia de las potencias del Eje, anunció su disposición a ceder completamente el territorio. La delegación rumana había tratado de retrasar las conversaciones mientras intentaba convencer a los alemanes de su interés en el mantenimiento de la integridad territorial de su país, sin lograrlo.

## Contenido

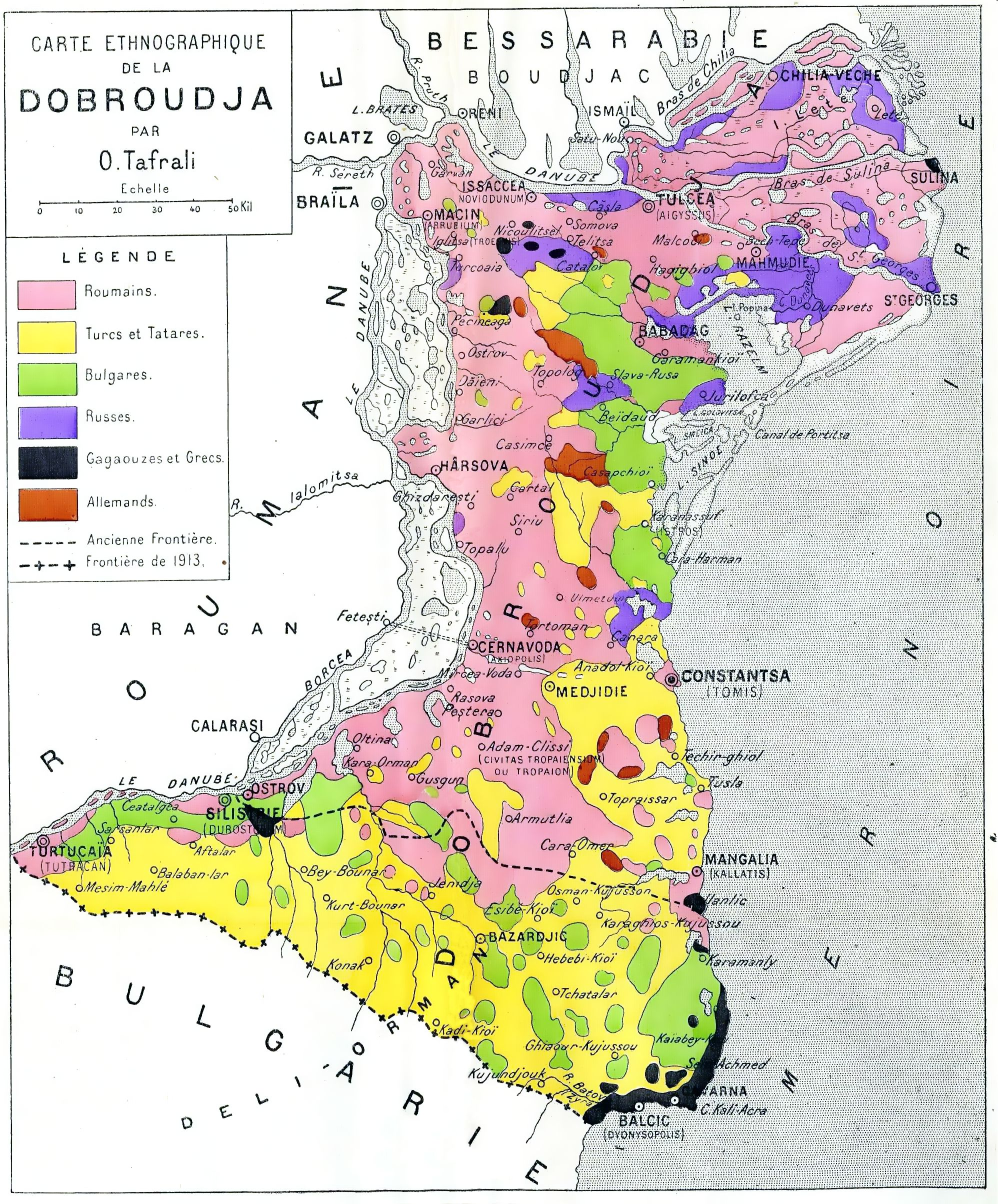
Mapa de la Dobrudja con indicación de las minorías étnicas existentes en 1937.

Los Acuerdos de Craiova cristalizaron finalmente en un regreso a las fronteras de 1912. La parte meridional de la Dobrudja, que había sido otorgada a Rumania tras la finalización de la segunda guerra de los Balcanes, era pues restituida a Bulgaria, con lo que Rumania perdía un territorio con una superficie de casi 7000 km², que contaba con un 25 % de población rumana. El acuerdo, firmado el 7 de septiembre de 1940, se ratificó el 13 de septiembre. La pérdida de territorio no supuso para la opinión pública rumana un disgusto comparable con el causado por la cesión de parte de Transilvania a Hungría en el casi simultáneo Segundo arbitraje de Viena, dada la mayor importancia de esta en el ideal nacionalista; los sucesivos Gobiernos rumanos se empeñaron en recuperarla. Cuando Rumanía había obtenido el territorio, tras la derrota búlgara en la segunda guerra de los Balcanes, apenas el 20 % de la población de la región era rumana.
Rumania tuvo igualmente que aceptar un intercambio de poblaciones: los 103 711 rumanos que vivían en la zona —en su mayor parte desde su integración en Rumania en 1913 (véase el Tratado de Bucarest de 1913)— se vieron obligados a abandonar sus hogares y a desplazarse hacia la zona norte, mientras que correlativamente a 62 278 búlgaros que residían en la zona norte se los desplazó hacia el sur. Bulgaria compensó a los rumanos desplazados sus pérdidas patrimoniales. Aunque el acuerdo bilateral supuso el desplazamiento forzoso de centenares de miles de personas, este se realizó pacíficamente y de acuerdo a las leyes internacionales del momento. Bulgaria rechazó, empero, la propuesta rumana de intercambiar a todos los miembros de las respectivas minorías residentes en el resto de los dos países.
En Bulgaria el pacto causó alborozo y el aumento de las simpatías por el Eje, al que se atribuía el mérito de la cesión territorial, que también habían respaldado la Unión Soviética y el Reino Unido.